# 제독의 결단
제독의 결단(提督の決断) 또는 P.T.O.(Pacific Theater of Operations)는 코에이가 출시한 콘솔 전략 비디오 게임이다. 원래 1989년 PC-9801용으로 출시되었으며 X68000, FM Towns, PC-8801(1990), MSX2(1991), 세가 제네시스, 슈퍼 패미컴(이 모두 3개가 1992년) 등 다양한 플랫폼으로 이식되었다. 플레이어는 제2차 세계 대전 중 아시아-태평양 전구의 해군지휘관 역할을 맡아 함대를 조직하고 새 선박을 짓고 공급품과 연료를 책정하며 다른 국가들과의 외교에도 관여한다. 플레이어는 시뮬레이트할 여러 제2차 세계 대전 전투들 중 하나를 선택할 수 있으며, 아니면 진주만 공격 전의 온전한 태평양 캠페인을 컨트롤할 수 있다.
제독의 결단  II는 1993년 코에이에 의해 출시되었다.

## 사운드트랙
전체 작곡: Hiroshi Miyagawa
| #            | 제목                                                | 재생 시간 |
| ------------ | --------------------------------------------------- | --------- |
| 1.           | 〈First Movement〉 (第一楽章)                       | 8:13      |
| 2.           | 〈Second Movement〉 (第二楽章)                      | 11:56     |
| 3.           | 〈Third Movement〉 (第三楽章)                       | 4:36      |
| 4.           | 〈Fourth Movement〉 (第四楽章)                      | 6:26      |
| 5.           | 〈Home Port · Hawaii Theme〉 (母港・ハワイのテーマ) | 2:19      |
| 6.           | 〈Conference (America)〉 (会議(アメリカ))           | 2:25      |
| 7.           | 〈American History〉 (アメリカの勝利)               | 0:35      |
| 8.           | 〈Lullaby of the Wind〉 (風の子守唄)                | 4:31      |
| 총 재생 시간 | 총 재생 시간                                        | 41:01     |